# KPFA

KPFA est une radio californienne située à Berkeley, et qui émet sur la zone de baie de San Francisco sur 94.1 FM. Sponsorisée par ses auditeurs, c'est une des plus importantes radios de la contre-culture américaine.
Elle a été créée en 1949, trois ans après la fondation de la Pacifica Foundation par le pacifiste Lewis Hill (en). KPFA est devenue la première radio du réseau Pacifica Radio (en) et la première aux États-Unis à être financée par ses auditeurs. Le premier entretien avec un militant de la cause gay a été diffusé par KPFA, de même que le poème Howl du beatnik Allen Ginsberg dans les années 1950. La radio KPFA a été accusée par ses détracteurs, en plein milieu de la guerre froide, d'être contrôlée par le Parti communiste.